# Guerra gòtica (408-416)
La guerra gòtica dels anys 408 a 416 (també coneguda com a «segona invasió d'Itàlia per Alaric») va ser un conflicte bèl·lic que va enfrontar als visigots amb l'Imperi Romà d'Occident.
El seu inici va ser conseqüència de la concatenació de dos successos esdevinguts a l'Imperi occidental durant l'any 408. El primer, la suspensió d'una campanya destinada a arrabassar a l'Imperi oriental el control del Il·líria oriental i per a la qual s'havia arribat a una aliança amb els gots d'Alaric qui, en conseqüència, va reclamar una indemnització per les despeses incorregudes en la mobilització. Encara que Estilicó va obtenir un ràpid acord del senat i de l'emperador per pagar-la, el control de la cort va caure en mans d'una facció anti-bàrbara dirigida per Olimpi la política del qual va causar el segon motiu de conflicte. Va aconseguir l'execució del general, va cancel·lar el pagament i va desencadenar pogroms contra familiars dels soldats bàrbars que servien en l'exèrcit italià. Aquests van desertar, llavors, en massa i es van dirigir on estava Alaric per unir-se al seu exèrcit demanant-li que envaís Itàlia com a venjança.
El líder got es va trobar, llavors, al comandament d'un poderós exèrcit i davant d'un Imperi occidental debilitat que només controlava la prefectura del pretori d'Itàlia on la seva capacitat militar havia quedat molt reduïda per l'abandonament dels efectius bàrbars i que, a més, havia de defensar-se d'un possible atac de l'usurpador Constantí de Britània. Amb aquesta situació favorable va decidir tornar a intentar el projecte de trobar un assentament per al seu poble dins de l'Imperi occidental, aventura en què hi havia fracassat anys abans.
Alaric va envair la península itàlica al setembre de 408 i va recórrer el Venècia sense trobar resistència. Va creuar el Po, va evitar un atac directe contra la ben defensada Ravenna i va continuar cap al sud fins que va decidir atacar la ciutat de Roma que va posar sota setge al novembre d'aquest mateix any. La seva població no va poder rebre ajuda militar i va arribar a un acord per aixecar el setge mitjançant el pagament d'un rescat i la promesa d'intercedir davant d'Honori perquè s'avingués a una aliança amb els visigots. Encara que la cort imperial va acceptar inicialment els termes i va permetre el pagament, es va negar després a aliar-se amb ells i va aprofitar el moment per desplaçar soldats des de Dalmàcia amb l'objectiu de defensar Roma mentre que va usar un destacament d'huns per evitar que Ataülf —cunyat d'Alaric— s'unís a ell amb més tropes. Va fracassar en totes dues accions i el líder visigot va tornar a posar sota setge la ciutat per pressionar, així, el govern imperial a atorgar al seu poble un lloc dins del seu territori.
Veient que la cort de Rávena temia més als usurpadors que als invasors va canviar la seva estratègia i va promoure que el senat a Roma nomenés a Prisc Àtal com a emperador. Amb bona part d'Itàlia controlada pel nou règim i Àfrica en risc de perdre's, diversos membres destacats del govern d'Honori el van abandonar i l'emperador va viure el seu moment més crític durant el qual va arribar a preparar la seva fugida a Constantinoble. La situació va canviar amb l'arribada de reforços orientals i la defensa d'èxit d'Àfrica per Heraclià. Això va fer que Alaric, després de veure fracassada la seva estratègia de pressionar a Honori, decidís saquejar finalment Roma a l'agost de 410. Carregats amb un gran botí i amb Gal·la Placídia i Àtal com a presoners, els visigots van decidir abandonar Itàlia i dirigir-se a Àfrica per assentar-s'hi encara que no van poder creuar el mar perquè una tempesta va destruir la seva flota i al cap de poc, va morir Alaric.
Ataülf va ser elegit com a nou líder dels visigots. Va abandonar el pla d'assentar-se a l'Àfrica i durant el 411 va recórrer lentament la península cap al nord mentre saquejava el que podia i buscava un acord amb Honori que els garantisqués l'anhelat assentament. Va fracassar ja que la cort Imperial es va mantenir en els seus tretze i va buscar que la falta de subministraments acabés per sotmetre als invasors. Aleshores, un nou home fort va sorgir dins d'ella: Flavi Constanci, qui va poder reorganitzar l'exèrcit italià i acabar amb la usurpació de Constantí de Britània.
Una nova rebel·lió sorgida a la Gàl·lia va proclamar emperador a Joví. Ataülf va abandonar, llavors, Itàlia i va intentar unir-se a l'usurpador per repetir l'estratègia d'Alaric amb Prisc Àtal encara que l'actitud de Joví va fer que el visigot oferís al govern de Ravenna acabar amb ell a canvi de subministrament de cereals. Va complir eficientment la seva part però l'Imperi no ho va poder fer amb la seva pel fet que va perdre el control d'Àfrica en rebel·lar-se Heraclià. Ataülf va decidir, llavors, continuar amb l'estratègia de promoure un règim alternatiu a Honori a la província de Narbonensis prima i va tornar a proclamar emperador a Prisc Àtal en 414 a més de casar-se ell mateix amb Gal·la Placídia per crear, així, una nova dinastia imperial que unís a visigots i romans. Flavi Constanci va respondre al desafiament amb bloquejos navals que van dificultar enormement el seu subministrament i van aconseguir que la gana s'estengués entre ells.
Gran part dels visigots estava, aleshores, cansat de l'estratègia d'Ataülf pel que aquest va ser assassinat i després d'uns dies amb Sigeric, van decidir triar Walia com a rei. El nou líder va reprendre l'antic pla d'Alaric consistent a passar a l'Àfrica i instal·lar-s'hi. Per això es va dirigir a l'estret de Gibraltar encara que, de nou, la flota visigoda va ser destruïda per una tempesta. Va retornar als Pirineus i va decidir acceptar les condicions de pau que van oferir els romans: devolució de Gal·la Placídia i que els visigots lluitessin, en nom de l'Imperi, contra els invasors que controlaven gran part d'Hispània en aquell moment, en concret, contra els vàndals silings i els alans d'Addac. A canvi, se'ls subministraria una gran quantitat de cereal i el govern de Ravenna acceptaria, finalment, l'assentament visigot la cerca del qual havia estat darrere de vuit anys de guerra.
Ambdues parts van complir amb la seva part de l'acord: els visigots van tornar a Gal·la Placídia a canvi del subministrament de cereal després del que van lluitar durant dos anys i van derrotar els pobles citats els supervivents dels quals es van haver d'unir als vàndals asdings. El 418 els romans els van concedir la província d′Aquitanica secunda i part de les adjacents Novempopulania i Narbonensis prima de tal manera que van controlar la costa atlàntica des dels Pirineus fins al Loira, així com la vall del Garona fins a Tolosa on van establir la seva capital.
Encara que no li va suposar grans pèrdues militars, l'Imperi va patir greus conseqüències econòmiques a causa dels saquejos gots a Itàlia entre 408 i 411. A aquests mals se li van unir els que li van causar la invasió del Rin i la usurpació de Constantí, coetànies en el temps, i en les quals sí que es va perdre bona part de l'exèrcit. Territorialment, va significar la pèrdua definitiva de l'àrea assignada als visigots els qui ja no van poder ser expulsats de l'Imperi. La relació amb ells durant les següents dècades va alternar períodes de col·laboració en campanyes militars, intervenció visigoda a la política romana i guerra contra ells a causa de la seva tendència a buscar una sortida al mar Mediterrani. Finalment, després del desastre en la recuperació d'Àfrica el 468, Euric va començar un vigorós procés d'expansió que els va portar a controlar gran part de la Gàl·lia i gairebé tota Hispània.

## Antecedents

### Els gots a l'Imperi Romà després de la batalla d'Adrianòpolis
L'any 376, un gran grup de gots tervings dirigits per Alaviv havien estat autoritzats a entrar a l'Imperi Romà oriental encara que les males condicions amb què se'ls va rebre els van portar a rebel·lar-se i mantenir una guerra contra els romans durant sis anys. En ella van aconseguir una sonada victòria a la batalla d'Adrianòpolis on va caure gran part de l'exèrcit oriental i el mateix emperador Valent. El conflicte va finalitzar en 382 amb un acord mitjançant el qual els gots aconseguien un assentament al nord de la diòcesi de Tràcia, al costat del Danubi, es podien governar per si mateixos i quedaven obligats a aportar contingents a l'exèrcit romà quan se'ls sol·licités.
A la mort de Teodosi en 395 van tornar a rebel·lar-se i al comandament d'Alaric van saquejar la península dels Balcans durant tres anys després del que van aconseguir acordar una pau en 398 amb l'Imperi oriental que els proporcionava el control de la prefectura d'Il·líria. Això resultaria fatal per a l'Imperi occidental, ja que els gots van quedar assentats al costat de la seva frontera i l'accés als arsenals romans existents a la prefectura els va convertir en una força més poderosa del que havien estat l'inici de la guerra.
La reacció anti-goda produïda a Constantinoble durant l'any 400 va fer que Alaric abandonés l'Imperi oriental i entrés a l'occidental al següent any 401 amb la finalitat d'aconseguir allí un assentament permanent per als seus seguidors. No va tenir èxit a la seva empresa, ja que Estilicó va aconseguir rebutjar la seva invasió i els va obligar a tornar a les seves bases.

### La disputa per la prefectura d'Il·líria

L'Imperi romà a la mort de Teodosi. La disputa per controlar la prefectura d'Il·líria (en tons verds) va marcar, fins a l'any 409, les relacions entre les meitats occidental i oriental.

Després de morir Teodosi, l'Imperi va quedar dividit entre els seus dos fills Honori i Arcadi encara que el govern efectiu ho van exercir altres personalitats que van controlar les corts de Ravenna i Constantinoble, respectivament. Va sorgir, aleshores, una disputa entre les dues meitats pel control de l'Il·líria oriental. Aquesta prefectura, que va pertànyer a l'Imperi occidental després de la partició del 364 entre Valentinià i Valent, havia estat cedida per Gracià a l'emperador oriental Teodosi per ajudar-lo en el seu lluita contra els gots. Després de la mort d'aquest, la cort occidental en reclamava la devolució, cosa que rebutjava l'oriental. Els beneficiaris d'aquesta situació van ser els gots d'Alaric els qui van veure, primer, com que els intents d'Estilicó per expulsar-los eren rebutjats per Constantinoble i posteriorment, van evitar ser destruïts durant la seva primera invasió d'Itàlia en ser una força armada susceptible d'utilitzar-se pel general romà contra la meitat oriental.
A finals d'any 406, Estilicó va iniciar els plans per entrar a l'Imperi oriental i recuperar l'Il·líria. Per això va entrar en converses amb Alaric i va acordar amb ell una aliança en què, a canvi de l'ajuda de les seves tropes, el líder got quedaria com a comandant en aquesta prefectura. Aquest va reunir el seu exèrcit, es va dirigir a l'Epir durant l'estiu de 407 i va esperar-hi l'arribada de les tropes romanes. No obstant això, des d'inicis d'aquest any, dos fets desaconsellaven emprendre aquesta campanya: la invasió de la Gàl·lia per un conglomerat de pobles bàrbars i la rebel·lió de Constantí de Britània qui va aconseguir que se li unissin les tropes estacionades a Britània, Gàl·lia i Hispània. L'evolució desfavorable de tots dos va fer que, a inicis de 408, Estilicó abandonés completament el seu pla d'atacar la meitat oriental i intentés millorar les relacions amb la cort de Constantinoble. D'aquesta manera, els plans d'invasió es van cancel·lar i l'aliança amb Alaric es va fer innecessària. Davant aquesta situació, el líder got va abandonar l'Epir a la primavera i amb les seves tropes, es va traslladar a Emona i després a Virunum, a la província de Nòric Mediterrani prop dels límits de la diòcesi dItàlia. Des d'allà, va enviar una ambaixada a Estilicó exigint el pagament d'una indemnització que li compensés per les despeses incorregudes en la mobilització del seu exèrcit per lluitar al costat de l'Imperi.

### La caiguda d'Estilicó i la reacció antibàrbara
Davant la petició d'Alaric i el fet que, si no se li atorgava, podia envair Itàlia, Estilicó va demanar a l'emperador i al senat que s'acceptés i es mantingués, així, l'aliança amb ell. Encara que l'opinió d'aquells era anar a la guerra contra el got, el general romà va poder obtenir la seva autorització per lliurar-li 4.000 lliures d'or i utilitzar les seves forces per enfrontar-se a Constantí nomenant-lo magister equitum per Gallias.
Tot i això, ni els diners van ser finalment entregats ni es va produir la campanya contra l'usurpador, ja que una sèrie de successos van portar a la caiguda i execució d'Estilicó.
Sembla que les relacions amb la meitat oriental i l'increment d'efectius bàrbars a l'exèrcit havien portat al sorgiment de dos partits enfrontats: per una banda, els que seguien el general, disposats a l'enfrontament amb Constantinoble per recuperar Il·líria i l'ús de soldats bàrbars; de l'altra, els partidaris (entre els quals s'incloïa Serena, l'esposa del mateix Estilicó) de buscar una bona relació amb orient i que, a més, rebutjaven protagonisme dels efectius estrangers. La notícia de la mort d'Arcadi i la política a adoptar davant la seva successió van desencadenar una sèrie d'esdeveniments que van portar a la caiguda d'Estilicó i al triomf dels segons els qui van aconseguir l'execució del general.
El nou líder de la cort va ser Olimpi qui va perseguir els seguidors d'Estilicó mentre que, alhora, les tropes romanes estacionades a les ciutats van desfermar pogrom contra els familiars dels soldats bàrbars que servien a l'exèrcit. Aquests, que en gran part eren gots capturats després de la invasió de Radagais, van desertar en massa i es van dirigir a la trobada d'Alaric per unir-se a les seves tropes que van augmentar el nombre d'efectius a 30.000 homes.

## Els exèrcits enfrontats

Fragmentació de l'Imperi occidental l'any 408. Zones de control:
Honori
Constantí de Britània
Visigots
Alans, sueus i vàndals
El govern d'Honori solament controlava la meitat del territori i estava en disputa amb Constantí, que s'havia fet amb l'altra meitat. En aquesta situació, les seves possibilitats de fer front a l'atac d'Alaric eren molt reduïdes.

A l'inici del conflicte, el govern d'Honor controlava únicament la meitat de l'Imperi occidental. La seva àrea se cenyia a les quatre diòcesis de la prefectura d'Itàlia: Il·líria; Itàlia Annonària; Itàlia Suburbicària i Àfrica. Segons deixa entendre la Notitia dignitatum, en aquest àmbit hi havia 3 cossos de l'exèrcit comitatenses amb què s'havia de fer front a qualsevol invasor que hagués aconseguit depassar les defenses frontereres dels limitanei. L'estacionat a Itàlia tenia una força teòrica d'uns 28.000 soldats que haurien de fer front als 20.000 gots d'Alaric. Encara que la proporció de forces pogués semblar favorable a Honori, no era així, ja que, a més d'Alaric, un altre enemic amenaçava la seva posició: l'usurpador Constantí qui controlava la prefectura de les Gàl·lies. Aquesta situació es va agreujar molt quan 10.000 soldats d'origen bàrbar van desertar de l'exèrcit italià i es van unir als gots. Amb uns 18.000 efectius davant de 30.000 invasors, havent de protegir-se d'un possible atac de Constantí i sota el comandament de les dues nul·litats que van substituir Estilicó —Varanes i Turpili—, les possibilitats de rebutjar militarment l'atac eren pràcticament nul·les.
L'exèrcit d'Alaric, per la seva banda, distava molt de ser el que va travessar el Danubi una generació abans, el 376. Durant els anys de lluita al costat dels romans havien pogut aprendre les seves tècniques militars —de fet, el mateix Alaric va ser format com a oficial dins de l'exèrcit romà— i després de la guerra entre els anys 395 i 398, van aconseguir prendre el control de la prefectura d'Il·líria oriental i tenir accés els arsenals i fàbriques d'armament existents allà. D'aquesta manera, van poder disposar d'un equipament a l'altura del que tenia l'exèrcit imperial. El seu primer intent fracassat d'envair Itàlia els va donar l'oportunitat de conèixer tant el terreny on s'havien de moure com la seva infraestructura defensiva. A més, els va proporcionar un comandament únic i indiscutit ja que aquest conflicte va resoldre la disputa pel poder entre Alaric i altres líders com Sarus i Úlfilas que van abandonar als gots i van oferir els seus serveis a l'Imperi. El punt feble d'aquest formidable exèrcit el representava la seva necessitat de subministraments, ja que a la gran quantitat de combatents (30.000 homes) calia sumar les famílies d'aquests que els acompanyaven en la invasió. Procurar aliments a aquesta massa humana suposava un problema que, durant el conflicte, va ser utilitzat pels romans a favor seu com a element de negociació.

## Esclat del conflicte
Alaric, que no havia rebut cap indemnització i ara estava al comandament d'un gran exèrcit —en què bona part clamava venjança— no va optar de primeres per trencar les hostilitats sinó que va buscar una sortida negociada. Per fer-ho va fer una nova proposta al govern imperial: se li hauria de lliurar una moderada quantitat d'or, realitzar-se un intercanvi d'ostatges i acceptar que els seus homes s'assentessin a Pannònia, províncies on el seu cunyat Ataülf dirigia als soldats federats estacionats allí els qui, encara, eren lleials al govern de Ravenna.
Olimpi va convèncer Honori perquè rebutgés la proposta, sembla ser, per la por que l'arribada d'Alaric a Pannònia fes que els soldats federats es canviessin de bàndol i s'agreugés, encara més, el desequilibri de forces existent en aquell moment. Això no obstant, no van fer res per afrontar la previsible invasió, ni tan sols intentar un acostament amb Sarus qui havia abandonat a Estilicó abans de la seva caiguda i encara, comandava un considerable contingent bàrbar que no s'havia passat a Alaric. Aquest, davant del fracàs de la seva ambaixada i la debilitat dels seus oponents, va iniciar la invasió d'Itàlia el setembre d'aquell any 408.

## Desenvolupament

### Primera fase: els setges de Roma per Alaric

#### Primer setge (novembre i desembre de 408)

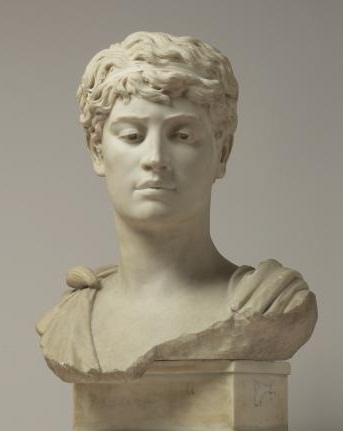
Bust de l'emperador Honori. La seva negativa a concedir als visigots un assentament legal dins de l'Imperi va portar que aquests acabessin per saquejar la ciutat de Roma.

Alaric va enviar un missatge a Ataülf demanant-li que s'unís a ell amb les tropes federades de Pannònia que pogués convèncer perquè els seguissin contra els romans. Sense esperar-ho, va partir amb l'exèrcit, va creuar els Alps julians i va arribar a Aquileia. Va prosseguir per Concòrdia i Altinum va seguir després al costat del Po que va creuar a Cremona sense que cap exèrcit romà intentés fer-los front ni ells es demoressin a atacar ciutats. Després de travessar el riu, va prendre la Via Emilia i per Bolonya, es va dirigir a Rímini. Sembla que, en aquell moment, el líder visigot va decidir atacar la ciutat de Roma. Va marxar cap allà per la Via Flaminia i va estendre la destrucció al seu pas encara que, en trobar resistència a Narni va desviar la seva ruta i va prendre la Via Salària per arribar a la capital al novembre i posar-la sota setge.
El seu exèrcit va envoltar la ciutat i va bloquejar totes les sortides. Igualment, per evitar el seu abastament, van prendre posicions al costat del riu Tíber i van impedir el pas dels vaixells que portaven el blat des d'Òstia. La població va determinar resistir en espera que arribés ajuda de Ravenna, i per això van racionar els aliments. Van passar les setmanes sense que el govern imperial decidís actuar i la fam es va estendre entre els habitants que, a més, havien de suportar la pudor dels cadàvers que no podien treure fora per ser enterrats. En aquesta situació, van enviar una primera ambaixada a Alaric per saber les seves condicions que, inicialment, van ser molt dures: el lliurament de tot l'or i la plata de la ciutat a més dels esclaus bàrbars que hi vivien.
Una segona ambaixada va aconseguir condicions menys extremes, però que incloïen el pagament d'or 5.000 lliures i concloure un tractat d'aliança entre els visigots i l'Imperi assegurat mitjançant el lliurament com a ostatges de diversos fills de membres del govern d'Honori. La ciutat va enviar diversos ciutadans destacats a Ravenna per consultar l'emperador qui va donar el seu consentiment per a l'acord de manera que es va efectuar el pagament als visigots. Aquests van aixecar el setge per a final d'any i es van dirigir a Etrúria encara que van deixar destacaments estacionats al costat de la ciutat a l'espera que Honori complís la resta de condicions. Mentrestant, el final del setge i la proximitat de l'exèrcit got va ser aprofitat pels esclaus d'aquest origen que vivien a Roma per fugir i unir-se a Alaric, de manera que el seu exèrcit va augmentar fins als 40.000 homes.

#### Reacció de l'Imperi i segon setge (409)
Quan es va aixecar el setge a Roma, el govern d'Honori va intentar reaccionar davant Alaric. No es van acabar de complir les condicions de l'acord de manera que ni es va negociar el previst tractat d'aliança ni es van lliurar ostatges. Igualment, es va fer la pau amb Constantí de Britània a l'inici de l'any i se'l va reconèixer com a coemperador per tal d'evitar una guerra en dos fronts. En el pla militar, es va ordenar que cinc legions —uns 5.000 homes— es traslladessin des de Dalmàcia) i s'introduïssin a Roma per afrontar la previsible reacció visigoda. Valent va conduir l'exèrcit cap a la ciutat, però en algun punt del trajecte van ser emboscats per Alaric i tots els homes van caure morts o presoners, excepte cent que van poder escapar i arribar a la ciutat —entre ells, el mateix Valent. A aquesta derrota imperial va seguir una petita victòria que va tenir poques conseqüències en el desenvolupament del conflicte: quan Ataülf, finalment, va entrar a Itàlia amb un reduït contingent de tropes per unir-se al seu cunyat, els van sortir a la trobada un grup d'huns federats que van aconseguir donar mort a 1.100 dels seus soldats encara que no van poder impedir que la resta continués el camí.
Els fracassos en la política imperial van portar a la caiguda d'Olimpi i del partit antibàrbar el febrer del 409. Aquell va fugir a Dalmàcia i va ser substituït per Jovi qui es va convertir en el nou home fort de la cort imperial. Va destituir a Turpili i Vigilanci i els va substituir per Valent com a magister militum mentre que, al càrrec de les tropes que encara romanien fidels a Il·líria, va nomenar Genèrid. Joví havia estat una persona propera a Estilicó i amb això, nomenat prefecte per a Il·líria quan es va planejar la seva recuperació. D'aquesta manera, va conèixer i va fer amistat amb Alaric quan tots dos van coincidir a Epir durant els preparatius per a la campanya contra l'Imperi oriental. Va reprendre les converses de pau i va acordar una trobada amb ell i Ataülf a Rímini durant març. Les condicions que va demanar el visigot van ser pagaments anuals en or i blat així com el dret a assentar-se a les províncies de Venècia, ambdós Nòrics i Dalmàcia. Jovi va informar per carta a l'emperador i per la seva banda, va suggerir que oferís a Alaric el càrrec de magister militum a canvi de reduir les seves pretensions. Honori el va censurar per la seva negociació i només va acceptar els subministraments anuals, però no la resta de condicions a més d'excloure expressament la possibilitat que Alaric o una altra persona de la seva família ocupés un lloc al comandament de tropes romanes. Aquest esment personal va irritar en gran manera el got qui va abandonar les converses i es va dirigir a Roma disposat a posar-la, una altra vegada, sota setge. Jovi va tornar a Ravenna i en veure perillar la seva posició, va jurar davant l'emperador que mai no faria la pau amb Alaric. Així, encara que aquest va tornar a enviar emissaris amb condicions més suaus i limitades a un assentament a les províncies frontereres de Pannònia, no va aconseguir resposta positiva.
Els invasors van iniciar el nou setge a la tardor i en aquesta ocasió, a més d'envoltar la ciutat, van aconseguir agafar el port d'Òstia amb la qual cosa van tallar qualsevol possibilitat d'abastament. Alaric va seguir, aquesta vegada, una estratègia diferent: davant el fet que la cort de Ravenna sempre temia més els usurpadors que els invasors, va planejar recolzar un emperador alternatiu amb l'esperança que Honori acceptés les seves condicions a canvi de deixar de recolzar-ho. Així, va posar com a condició per deixar el bloqueig de la ciutat que les seves autoritats s'unissin a ell contra Honori. D'aquesta manera, després d'unes setmanes de setge, es va acceptar la seva proposta i es va triar com a emperador a Prisc Àtal al desembre qui, aleshores, era el prefecte de la ciutat en aquell moment. El nou emperador va designar el got com a magister peditum i a Valent —qui va abandonar Honori i es va unir a l'usurpador— com a magister equitum.

#### Fracàs de la usurpació d'Àtal i tercer setge (410)

Fragmentació de l'Imperi occidental l'any 410. Zones de control:
Honori
Constantí de Britània
Màxim d'Hispània
Àtal i Alaric
Britanoromans
Bagaudes
Alans, sueus i vàndals
Va ser el moment més crític per a Honori qui va arribar a preparar la seva fugida a Constantinoble per al cas que Àfrica caigués en mans d'Àtal i Alaric.

La viabilitat del nou govern d'Àtal depenia, en gran manera, de mantenir el subministrament de cereals des de Àfrica. L'exèrcit en aquesta diòcesi estava comandat per Heraclià qui, davant la nova situació, es va mantenir fidel a Honori. Alarico va proposar que s'enviés un grup dels seus soldats, però Àtal, temorós que els visigots prenguessin el control d'una àrea tan estratègica, va enviar un petit contingent de tropes romanes al comandament de Constant. Després de la partida de l'expedició a Àfrica, Àtal i Alaric es van dirigir a Ravenna amb la intenció de deposar Honori. Aquest, per la seva banda, va enviar Jovi a la seva trobada amb la proposta d'un reconeixement com a coemperador que no va ser acceptada per l'usurpador que, en canvi, li va oferir un exili a alguna illa apartada que ell mateix elegís. Jovi, davant la situació de feblesa de l'emperador, el va abandonar i es va passar al bàndol d'Àtal.
La situació d'Honori era, en efecte, desesperada ja que al perill que Ravenna caigués en mans de l'usurpador i la incertesa sobre la fidelitat d'Àfrica, s'unien els avalots entre les seves pròpies tropes provocats per Alòbic qui, sembla, que estava d'acord amb Constantí perquè aquest entrés a Itàlia i deposés a l'emperador. Quan ja s'havia arribat a preparar una flota per fugir cap a Constantinoble, la situació va canviar a favor seu amb l'arribada inesperada de reforços enviats per l'Imperi oriental. Un contingent de 4.000 soldats va arribar a Ravenna i va permetre assegurar-ne la defensa alhora que es va confirmar que Heraclià havia aconseguit rebutjar l'intent d'Àtal per controlar Àfrica i Alobic va ser executat per sospites de traïció. Alaric va abandonar, llavors, l'atac a Ravenna i es va dedicar a sotmetre a les ciutats d'Emília i Ligúria que no s'havien passat a Àtal encara que va fracassar a Bolonya que va resistir el seu setge durant setmanes. Constantí, per part seva, va abandonar els plans d'invasió d'Itàlia davant la presència de l'exèrcit got i la caiguda del seu aliat Alobic.
La situació d'Àtal i Alaric, conseqüentment, es va agreujar. Heraclià va bloquejar els ports africans de manera que va cessar el subministrament de cereal a Roma i es va estendre la gana entre els seus habitants els que van arribar a demanar que «es fixés el preu de la carn humana». L'única via per revertir la situació era enviar un contingent got a Àfrica, però Àtal es va mantenir en els seus tretze i no ho va autoritzar. Això va fer que Alaric ho deposés a inicis de l'estiu i es tornés a intentar una sortida negociada amb Honori acordant-se, llavors, una trobada amb els seus ambaixadors a prop de Ravenna on va acudir Alaric amb part de les seves tropes al juliol.
En aquest punt dels esdeveniments va ser quan es va produir la intervenció de Sarus qui havia adoptat una posició neutral en el conflicte i estava estacionat amb 300 homes al Picè. Havia estat objecte d'un atac per Ataülf —qui era un vell enemic seu— el que va fer que s'unís al bàndol d'Honori. Quan Alaric estava estacionat amb part de les seves tropes a uns 12 km de Ravenna, va ser atacat per Sarus el que el va obligar a retirar-se a Rímini. El visigot va considerar que aquesta acció no es podia haver produït sense l'autorització d'Honori, per això, ple d'ira, es va dirigir novament a Roma amb tot el seu exèrcit i la va tornar a posar sota setge. Aquesta vegada no va oferir cap negociació i el setge va ser breu, ja que la gana estesa pel bloqueig d'Heraclià no donava opcions als seus habitants per resistir. Al cap de pocs dies, el 24 d'agost, la porta Salaria es va obrir des de dins i l'exèrcit visigot va entrar a la ciutat.

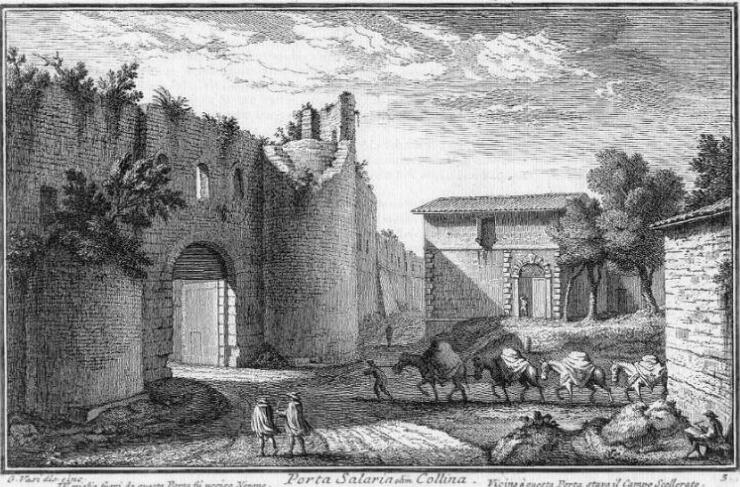
Imatge divuitesca de la Porta Salaria per on van entrar Alaric i els visigots per saquejar Roma.

El saqueig de la ciutat va durar tres dies i durant ell, els assaltants van respectar la majoria dels llocs i objectes sagrats a més que els danys als edificis es van limitar a la zona de la porta Salaria i de l'antiga seu del senat. Els visigots van obtenir un gran botí i van abandonar la ciutat emportant-se diversos presoners entre els qui destacava Gal·la Placídia, la germana d'Honori.
Encara que sigui paradoxal, el saqueig de Roma va significar el fracàs de l'estratègia que Alaric havia seguit durant la guerra. Aquesta no havia estat altra que obligar l'Imperi occidental a concedir un assentament legal als seus seguidors dins de les seves fronteres. Per això va utilitzar els setges de Roma com una manera de pressionar la cort Imperial, però aquesta, ben resguardada a Ravenna, va preferir deixar caure a la ciutat abans que acceptar la creació d'una entitat política visigoda al seu territori.
Els visigots estaven ara «en possessió de totes les riqueses que van poder treure de Roma, però no tenien on gastar-les». Com que, a més, seguia sense resoldre's el problema dels subministraments, Alaric va optar per dirigir-se cap al sud amb la intenció de passar a l'Àfrica, el graner que alimentava Itàlia. Van arribar a Rhegium, situada a l'estret de Messina on van reunir una flota per travessar el mar amb la mala fortuna que una tempesta la va destruir durant la primera travessia. Van tornar, llavors, cap al nord, però al cap de pocs dies el líder visigot va emmalaltir i va morir prop de Cosenza a la fi de 410.

### Segona fase: a la Gàl·lia i Hispània amb Ataülf

#### Flavi Constanci pren les regnes de l'exèrcit

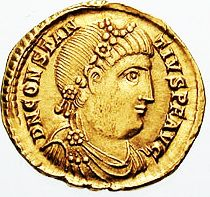
Imatge de Constanci III en una moneda. Sota la seva direcció, l'Imperi va poder capgirar l'evolució de la guerra contra els visigots.

L'elegit per succeir a Alaric va ser el seu cunyat Ataülf qui va abandonar el pla de travessar a Àfrica i es va enfrontar al desafiament de trobar l'anhelat assentament per als visigots. És poca la informació sobre allò que van fer durant l'any 411. Se sap que van iniciar un lent desplaçament cap al nord de la península Itàlica, es van moure a tocar de la costa occidental i van saquejar les comarques al seu pas per alimentar-se. La cort de Ravenna va mantenir la seva política i va respondre amb indiferència en l'esperança que la falta de subministraments acabés per doblegar-los. Tampoc va intentar atacar-los, ja que va mantenir la seva prioritat en la defensa davant de l'usurpador Constantí.
Aquest any 411 es va nomenar a Flavi Constanci com a magister militum. Aquest era un antic company d'Estilicó que havia pogut esquivar les purgues d'Olimpi i la seva tasca al capdavant de l'exèrcit va suposar un revulsiu en l'actuació de l'Imperi, ja que va reorganitzar les tropes a Itàlia i es va disposar a passar a l'atac. Aleshores la situació a la Gàl·lia s'havia tornat caòtica perquè Geronci —el principal general de Constantí— s'havia rebel·lat contra ell i el tenia assetjat a Arelate (Arles). Constanci va aprofitar l'oportunitat i es va dirigir cap allà on va derrotar primer Geronci —les tropes de les quals es van canviar de bàndol— i després va mantenir el setge d′Arelate fins que Constantí es va rendir al setembre d'aquell mateix any.

#### Usurpació de Joví

Fragmentació de l'Imperi occidental l'any 413. Zones de control:
Honori
Joví
Heraclià
Britanoromans
Bagaudes
Burgundis
Visigots
Alans, sueus i vàndals
Amb els visigots fora d'Itàlia, Flavi Constanci va poder acabar amb la usurpació d'Heraclià mentre que Joví era eliminat per Ataülf a canvi de subministraments per l'Imperi.

Davant la perspectiva del final de Constantí, l'aristocràcia gal·loromana no estava disposada a quedar sota el control de Ravenna i va proclamar un d'ells, Joví, com a emperador al juliol d'aquest 411. El nou usurpador es va recolzar militarment a les poques tropes romanes que quedaven al Rin i en pobles foederati establerts al costat del riu, principalment, en els alans de Goar i els burgundis de Gondicari. Va formar un exèrcit amb ells i es va dirigir cap al sud per estendre la seva àrea de control. Flavi Constanci, després d'acabar amb Constantí, no va intentar reprimir la nova usurpació sinó que va preferir retornar Itàlia, ja que els visigots havien arribat a la plana Padana.
Ataülf va evitar enfrontar-se a l'exèrcit romà —ara reforçat amb les anteriors tropes de Geronci i Constantí— per la qual cosa es va dirigir cap als passos alpins que donaven entrada a la Gàl·lia al costat dels que es va quedar estacionat, sense creuar-los, per passar l'hivern. Quan va arribar la primavera del 412, van entrar a la Gàl·lia i Ataülf va iniciar converses amb Joví amb l'objectiu d'unir-s'hi a allò que va ser una repetició de l'estratègia que havia seguit Alaric amb Àtal el 410. Per a l'usurpador estava clar que, en aquesta aliança, ell quedaria relegat al paper de mera marioneta dels visigots alguna cosa a la qual no estava disposat pel que va actuar pel seu compte i va nomenar el seu germà Sebastià com a coemperador sense consultar-ho amb Ataülf. Aquest, veient frustrades les seves intencions, va entrar en converses amb el govern de Ravenna i li va oferir acabar amb Joví a canvi de subministrament de cereals i un tractat de foedus. Honori va acceptar la proposta, per la qual cosa els visigots van capturar Sebastià a Arelate i es van posar en marxa cap al nord, a Valentia (Valença), on l'usurpador havia instal·lat el seu govern. Van assetjar la ciutat fins que Joví es va rendir el juliol de 413 després del que van enviar els caps dels dos germans a Ravenna on van arribar el 30 d'agost.

#### Rebel·lió d'Heraclià
En les negociacions entre Ataülf i Honori, posteriors al final de Joví, el govern de Ravenna va exigir el retorn de Gal·la Placídia amb què Flavi Constanci volia casar-se per entrar, així, a la família imperial. A canvi, sembla que va permetre l'assentament dels visigots a Aquitània on van prendre Burdigala (Bordeus). Encara que aquests van acceptar els termes, un esdeveniment dificultava, des del gener, que Honori complís part del seu acord i els subministrés els promesos cereals. A la diòcesi d'Àfrica s'havia produït la rebel·lió d'Heraclià qui havia inclinat la balança a favor d'Honori durant la usurpació d'Àtal el 410 i que, ara, es veia relegat dins del govern imperial a favor de Constanci. El rebel va tallar el subministrament de gra i al juliol, va conduir un exèrcit a Itàlia amb l'objectiu de deposar Honori encara que les seves tropes van ser derrotades per Marí a Utriculum (Otricoli) i el mateix Heraclià capturat i executat quan va tornar a Àfrica.
En trobar-se els visigots estacionats a Aquitània, l'inici de la collita a l'estiu els va donar accés a subministraments sense haver d'esperar els que enviés Honori qui, aleshores, ja tornava a controlar l'Àfrica i estava en disposició de complir la seva part de l'acord. Ataülf va preferir trencar-lo i retenir, així, Gal·la Placídia per casar-se amb ella i intentar crear una línia dinàstica que unís visigots i romans. Va sortir d'Aquitània a la fi de 413 i va atacar les ciutats de les províncies narbonenques on va prendre, sense resistència, Tolosa i Narbona. El seu següent objectiu va ser Massilia (Marsella), el port comercial més important de la costa gal·la. Aleshores, els recursos militars de la cort de Ravenna havien millorat ostensiblement perquè, una vegada suprimides les usurpacions que havien assolat l'Imperi, per a l'estiu de 413 Flavi Constanci havia aconseguit reunir un exèrcit considerable i estava en posició d'enfrontar-se als visigots. La ciutat va ser defensada amb habilitat per les tropes imperials i un jove oficial, Bonifaci, va aconseguir ferir a Ataülf durant els combats.

#### Fracàs d'Ataülf
L'estratègia d'Ataülf va passar, merament, a buscar un assentament per al seu poble a voler tenir un paper personal important en la política de l'Imperi. Tot i la seva derrota a Massilia, els visigots controlaven, ara, la província de Narbonensis prima on podien accedir als subministraments de l'interior de la Gàl·lia o adquirir-los a través del port comercial de Narbona. Amb el suport de l'aristocràcia local que no desitjava tornar sota les ordres de Ravenna, el gener de 414 va fer proclamar Àtal, una altra vegada, emperador i aquest va nomenar el líder visigot com magister militum. Investit, ara, amb un càrrec imperial i amb uniforme de general romà, Ataülf va contreure matrimoni amb Gal·la Placídia a Narbona. Aquesta va quedar embarassada al cap de poc temps el que, unit al fet que Honori no tenia fills, obria la possibilitat de l'establiment d'una nova dinastia per governar l'Imperi en la persona del futur fill d'Ataülf. La perspectiva d'arribar a un acord amb Honori va desaparèixer aleshores perquè les bases del nou règim eren fràgils i l'Imperi, que ja no estava tan feble, n'era conscient. Flavi Constanci es va dirigir amb l'exèrcit a Arles i va establir, allà, la seva caserna general. Per no arriscar les tropes en una batalla contra els visigots, va optar per implantar un bloqueig naval als ports sota el control d'aquests. A mesura que va avançar l'any la situació dels invasors va anar a pitjor, ja que els subministraments que podien aconseguir de l'interior de la Gàl·lia, devastat pels saquejos d'anys anteriors, no eren suficients i la gana es va estendre per la província.
Per a finals del 414 o inicis del 415, els visigots van abandonar la Narbonenca —no sense abans saquejar a consciència les seves ciutats— van travessar els Pirineus i es van establir a la Tarraconense on van fer la seva capital a Barcino (Barcelona). Flavi Constanci els va seguir amb el seu exèrcit i va fer els passos pirinencs alhora que, també, va bloquejar amb la flota els ports de la província perquè les tropes d'Ataülf no poguessin rebre subministraments per mar. La situació dels visigots no va millorar en el seu nou assentament. Hispània també estava arrasada i gran part ocupada per alans, vàndals i sueus els que se'n van aprofitar exigint-los un preu abusiu pels subministraments. En aquesta situació va morir el fill d'Ataülf i Gal·la Placídia poc després de néixer de manera que va desaparèixer l'element més important de la seva estratègia per unir els romans i el seu poble mitjançant una nova dinastia. Entre aquests s'havia anat estenent el descontentament durant els mesos anteriors per la impressió que allò que impedia un acord amb la cort de Ravenna era l'ambició personal del seu líder per aconseguir un lloc destacat dins de l'estructura imperial. Es va formar una conspiració contra ell on la mà executora va ser el servent d'un líder got —probablement Sarus— mort per Ataülf anys abans i que va assassinar al cabdill quan aquest inspeccionava els seus cavalls a l'estiu de 415.

### Tercera fase: a Hispània amb Walia
El nou líder visigot va ser Sigeric, germà de Sarus i com ell, membre d'una família aristocràtica que havia sortit perdedora davant la d'Alaric en les disputes anteriors pel lideratge entre els gots. La seva primera acció va ser assassinar els fills que Ataülf havia tingut en un matrimoni anterior i el germà d'aquell. Igualment, va menysprear i humiliar Gal·la Placídia fent-la marxar, a peu, davant del seu cavall. La seva manera de governar li va guanyar aviat l'animositat entre els seus de tal manera que, després de només set dies de regnat, va ser assassinat i substituït per Walia.
L'estratègia visigoda va fer un gir amb el nou monarca i va deixar de buscar un acord amb la cort de Ravenna per aconseguir un assentament legal dins de l'Imperi. Walia va ser conscient que la desolada Hispània s'havia convertit en un parany per a ells i va intentar tornar a la Gàl·lia encara que el bloqueig dels passos pirinencs per Constanci ho va impedir. Es va tornar, llavors, a intentar l'antic pla d'Alaric de passar a la província d'Àfrica i assentar-s'hi. Van marxar al costat de la costa mediterrània cap al sud, es van apoderar de quants vaixells van poder trobar i quan van arribar a Gades (Cadis) van intentar passar l'estret de Gibraltar. Igual que havia succeït amb Alaric sis anys abans, una tempesta va acabar amb la flota i va causar greus pèrdues entre els que hi anaven.
Els visigots es van trobar, llavors, aïllats dins del territori dels vàndals silings per la qual cosa van retornar cap al nord en una penosa marxa durant la qual aquests es van aprofitar de la seva situació per fer-los pagar preus desorbitats pels subministraments. Van arribar de tornada a la Tarraconense a principis de 416 on Walia va trobar que els passos pirinencs seguien bloquejats pels romans i va començar a témer que Flavi Constanci pogués arribar a algun tipus d'aliança amb els pobles invasors d'Hispània per acabar amb els visigots en una guerra de dos fronts.

## L'acord de pau a 416

Recuperació de l'Imperi occidental l'any 418. Zones de control:
Honori
Britanoromans
Burgundis
Visigots
Sueus i vàndals
Flavi Constanci va poder restablir el control del govern d'Honori sobre la major part del territori perdut encara que no va poder evitar el sorgiment dels regnes bàrbars.

#### Els visigots com afoederatide l'Imperi
Després de vuit anys de conflicte, tant l'Imperi com els visigots estaven interessats a assolir algun tipus d'arranjament que li posés fi. En el pla militar, la cort de Ravenna eren conscients que, després d'anys de guerra i usurpacions, no podia arriscar el seu principal exèrcit en un atac directe amb resultat incert i el fracàs del qual hauria obert les portes a noves usurpacions ia una expansió tant dels invasors d'Hispània com dels pobles riberencs del Rin. Per la seva banda, els visigots temien que un eventual acord dels romans amb alans, vàndals i sueus acabés de forma definitiva amb ells aprofitant la seva major debilitat: l'escassetat de subministraments. En l'aspecte polític, la manca de descendència d'Honori feia que la seva germana Gal·la Placídia fos la transmissora de la legitimitat dinàstica, per la qual cosa el seu captiveri significava el risc que es tornés a produir la situació viscuda amb Ataülf i Àtal. A més, en un àmbit més personal, Flavi Constanci seguia veient-hi la millor manera d'entrar a la família imperial i consolidar la seva posició com a home fort del govern. Walia, per part seva, era conscient que Honori mantindria la seva estratègia de no acceptar que els visigots juguessin cap paper polític dins de l'Imperi i que havien d'abandonar aquest objectiu que havien seguit amb Alaric i Ataülf.
Es va arribar, finalment, a un acord a la primavera de 416. Es va plasmar que els romans subministrarien 5.400 tones de gra i accedirien a un assentament legal dels visigots al sud-oest de la Gàl·lia. Aquests per la seva banda, tornarien a Gal·la Placídia i lluitarien, en nom de l'Imperi, contra els invasors d'Hispània. Lliurada la princesa i rebuts els subministraments, els visigots es van posar en marxa per enfrontar-se amb els vàndals silings i els alans d'Addac els qui controlaven, respectivament, la Bètica i la Lusitània. Dels alans de Respendial, assentats a la Cartaginense, es van ocupar els vàndals asdings els qui, llavors, també havien arribat a un acord d'aliança amb la cort de Ravenna. Després de dos anys d'una guerra reeixida, en 418 els visigots havien acabat amb els silings els supervivents dels quals es van haver d'unir amb els seus cosins asdings. Els alans, per la seva banda, van patir una derrota del mateix calibre que els va portar a desaparèixer com a entitat política i va obligar els que van quedar a posar-se, també, sota la protecció dels asdings el líder dels quals va adoptar, llavors, el títol de «rei de vàndals i alans».
La rapidesa i eficàcia amb què els visigots van complir la seva missió va fer que a la cort de Ravenna s'aixequés el temor que s'apropiessin d'Hispània. Van ordenar, llavors, que abandonessin la península i aquell any 418 els van atorgar l'assentament que portaven buscant des que havien entrat a l'Imperi occidental sota Alaric, per primera vegada, el 401. Walia no va arribar a veure el seu poble establert allà perquè, poc abans de travessar els Pirineus, va morir i va ser succeït per Teodoric.

#### L'assentament visigot a Aquitània
L'àrea assignada als visigots se situava al sud-oest de la Gàl·lia. Incloïa la província completa d′Aquitanica secunda que abastava des del baix Loira fins al riu Garona i que comptava amb sis civitates: Burdigala (Bordeus); Aginnum (Agen); Engolisma (Angulema); Sanctum (Saintes); Pictavium (Poitiers) i Petricorium (Perigús). A més d'aquesta, també se'ls va cedir part de Novempopulania (l'àrea entre els Pirineus i la Garona) i de la Narbonensis prima (el territori al costat de la Garona) on van establir la seva capital a Tolosa. En assentar-los allà, l'Imperi els col·locava a prou distància de Ravenna perquè no poguessin interferir en el govern i en les relacions entre aquest i la cort de Constantinoble. A més, quedaven a prop de l'entrada a Hispània on, encara, l'Imperi no havia aconseguit recuperar el nord-oest controlat per vàndals i sueus. L'extrem est del territori visigot el marcava la ciutat de Tolosa de tal manera que la majoria de la província Narbonensis prima quedava sota control romà i permetia a l'Imperi mantenir la comunicació amb Hispània. Això seria l'origen de posteriors enfrontaments contra els visigots pels seus intents de controlar alguna de les ciutats costaneres i obtenir així una sortida a la Mediterrània.
El territori de l'assentament havia estat assolat durant la dècada anterior. Al pas dels invasors alans, vàndals i sueus, van seguir els atacs de bagaudes que, sembla, van controlar la província d′Aquitanica secunda així com el dels mateixos visigots els qui es van instal·lar temporalment al voltant de Burdigala i la Garona durant el 413. Moltes terres de cultiu havien quedat abandonades en fugir els seus propietaris cap a les ciutats o al territori controlat per Ravenna, cosa que va permetre que es pogués instal·lar els nous habitants sense haver d'emprendre grans desplaçaments de la població gal·loromana. Com es tractava de terres fèrtils, quan van ser posades una altra vegada en cultiu van poder abastir-los suficientment. A més, es va continuar mantenint l'estructura comercial de les ciutats i el control del port de Burdigala els va donar accés al comerç atlàntic. La restaurada estabilitat va animar bona part dels gal·loromans fugits a retornar a la zona de manera que la cultura romana va poder mantenir-se en gran part. Amb tot, encara que aquests van quedar, en teoria, sotmesos a l'autoritat de Ravenna, l'estructura administrativa de l'Imperi pràcticament va desaparèixer.

## Conseqüències i esdeveniments posteriors
Tot i que en l'assentament dels visigots el 418 va proporcionar una nova estabilitat, la llarga guerra de desgast lliurada contra ells des del 410 va tenir greus conseqüències —militars, polítiques, econòmiques i territorials— per a l'Imperi occidental.

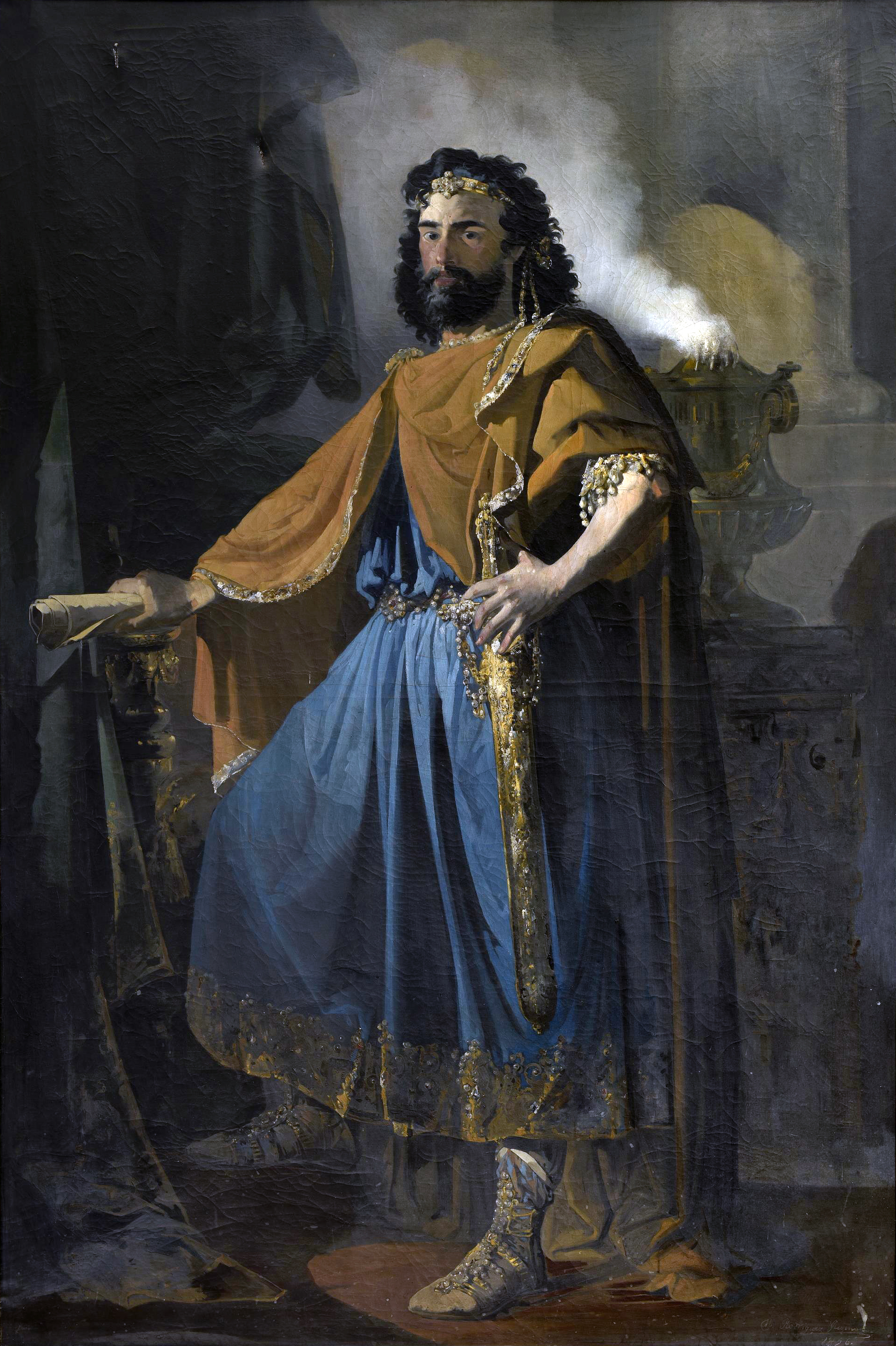
Retrat imaginari d'Euric. Va aprofitar la descomposició de l'Imperi occidental per iniciar —l'any 468— una expansió del regne visigot de Tolosa que el va portar a controlar gran part de la Gàl·lia i Hispània i a convertir-se en un dels regnes bàrbars més poderosos entre els que van succeir a l'Imperi després la seva desaparició el 476.

Militarment, l'exèrcit italià va perdre gran part dels seus efectius en desertar-los a l'inici del conflicte i posteriorment, va patir baixes a la batalla de la Via Flamínia i a la supressió de les usurpacions de Constantí i Heraclià. Les tropes de la Gàl·lia i Britània, per la seva banda, també havien experimentat un gran desgast durant la lluita contra els invasors del Rin. D'aquesta manera, quan Flavi Constanci va aconseguir reunir sota el seu comandament tot l'exèrcit occidental a l'estiu del 413 els efectius comitatenses s'havien reduït un 48% respecte a la xifra existent a l'inici del govern d'Honori. Per compensar aquestes pèrdues es van reconvertir unitats limitanei de qualitat inferior i que, en bona part, estaven compostes per militars bàrbars que havien estat reclutats al costat de la frontera. Aquestes tropes, per la seva banda, ja no van poder ser reposades per la llastimosa situació financera en què va quedar l'Imperi occidental.
En l'aspecte polític, l'estada continuada de grans exèrcits estrangers dins del territori imperial va obligar els propietaris de terres a buscar alguna manera d'enteniment i convivència amb ells a costa de la seva lleialtat a la cort de Ravenna. Això es va fer evident durant el segon setge de Roma en què els senadors van acabar per acceptar el lideratge d'Alaric i en l'ocupació visigoda del sud de la Gàl·lia on les elits romanes es van entendre amb ells com a millor manera de tenir pau i estabilitat. L'Imperi va intentar promoure la lleialtat dels gal·loromans després de la guerra amb la instauració d'un consell a Arles que es reuniria regularment amb la presència de representants provincials per discutir sobre la seva situació. Això no va impedir, però, que en conflictes posteriors, els habitants tornessin a seguir l'estratègia d'entendre's d'alguna manera amb els invasors bàrbars per mantenir la pau.
Les conseqüències econòmiques van ser desastroses. Les províncies peninsulars d'Itàlia Suburbicària: (Tuscia i Úmbria, Picè Suburbicari, Valèria, Campània, Samni, Apúlia i Calàbria així com Lucània i Bruci) van quedar tan danyades pels visigots que el govern imperial va haver de reduir-los els impostos un 80 % durant diversos anys. Aquesta manca d'ingressos no va poder ser compensada amb altres àrees que havien patit sota els invasors del Rin (Gàl·lia i Hispània) o havien quedat fora del sistema imperial (Britània).
A l'àmbit territorial, el final de la guerra va il·luminar l'aparició de dos nous regnes bàrbars dins de les fronteres imperials: el dels visigots i el dels burgundis. Aquests s'afegien als que ja havien creat els vàndals i els sueus a la província hispana de Gallaecia i significaven unes pèrdues territorials que es completaven, a més a més, amb l'abandó de Britània.
La pau inicial amb el nou regne visigot només es va poder mantenir durant alguns anys, ja que —el 425— aquests van iniciar els seus intents de controlar una sortida a la Mediterrània amb el setge de la ciutat costanera d'Arles. Els enfrontaments amb ells es repetirien, intermitentment, durant les dècades següents fins que, després de la catàstrofe en l'intent per recuperar Àfrica el 468, Euric va començar un exitós procés d'expansió que va arrabassar a l'Imperi gran part de les diòcesis de Set Províncies i Hispània i va convertir el seu regne en el més poderós dels que van quedar a la desaparició de l'Imperi el 476. Amb tot, durant els períodes de pau, els visigots van col·laborar amb els romans com a aliats seus en diverses campanyes per controlar Hispània i de manera destacada, en el rebuig de la invasió d'Àtila el 451.